# بآفو ليبونن

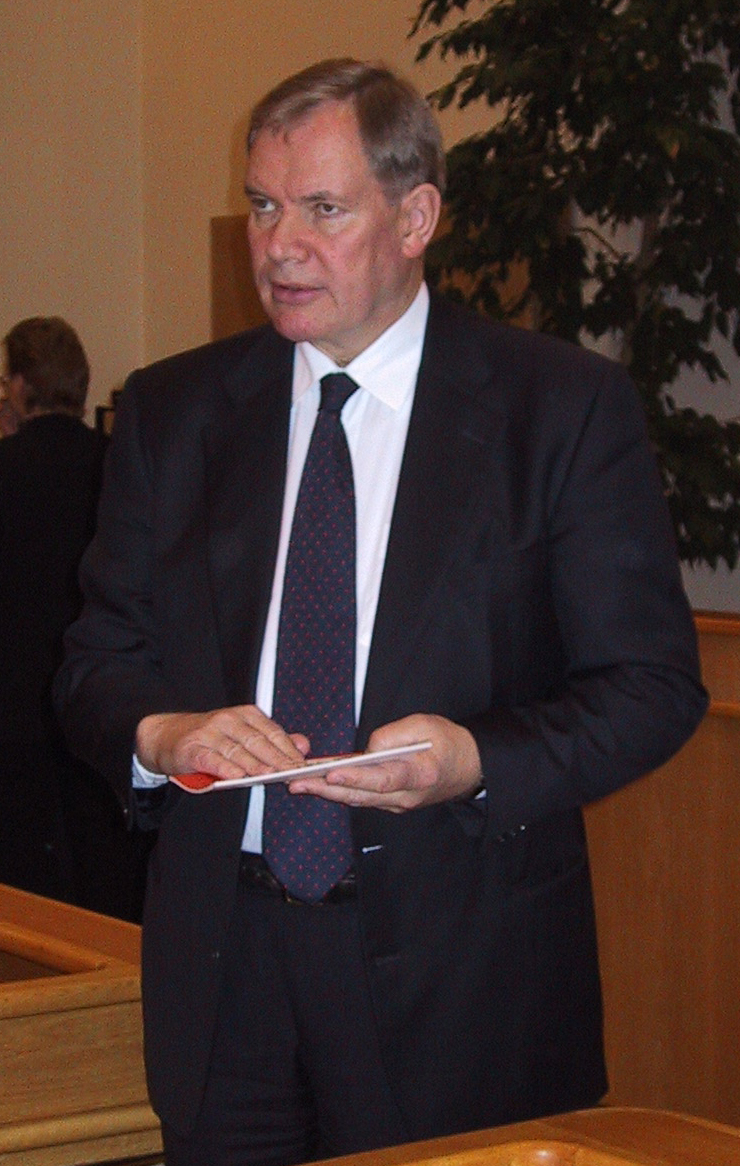
بآفو ليبونن (2002)

بآفو ليبـّونن (Paavo Lipponen؛ تورتولا، 23 أبريل 1941) سياسي فنلندي و مراسل سابق. رئيس وزراء فنلندا بين عامي 1995-2003 ، و رئيس الحزب الاشتراكي الديمقراطي الفنلندي 1993-2005. شغل أيضاً منصب رئيس برلمان فنلندا 2003-2007.

## روابط خارجية
- بآفو ليبونن على موقع الموسوعة البريطانية (الإنجليزية)
- بآفو ليبونن على موقع مونزينجر (الألمانية)